# Apulco
Apulco è una municipalità dello stato di Zacatecas, nel Messico centrale, il cui capoluogo è la omonima località.
Conta 5.005 abitanti (2010) e ha una estensione di 202,72 km².